# 绍洛伊·安德拉斯
绍洛伊·安德拉斯（匈牙利語：Szalai András，1917年2月6日—1949年10月15日），匈牙利共产党，匈牙利中央干部副部长，1949年被处以绞刑。1955年平反。